# Maria Grazia Cutuli
Maria Grazia Cutuli (* 26. Oktober 1962 in Catania; † 19. November 2001 in Pouli-es-the-Kam, Bezirk Sarobi, Afghanistan) war eine italienische Journalistin, die zu Beginn des Afghanistankriegs während der Berufsausübung von Taliban getötet wurde.

## Leben
Cutuli wurde 1962 in Catania auf Sizilien geboren und wuchs hier auf. Bereits während ihres Philosophiestudiums an der Universität Catania war sie journalistisch für die Tageszeitung La Sicilia und die Wochenzeitung Sud tätig. 1987 zog sie nach Mailand, wo sie bei der Verlagsgruppe Mondadori, zunächst für die Zeitschrift CentoCose, dann für das Wochenblatt Epoca, arbeitete. Für letzteres schrieb sie Reportagen über Bosnien, den Kongo, Sierra Leone und Kambodscha. Als das Blatt eingestellt wurde, belegte sie einen Friedenssicherungskurs an der Scuola Superiore Sant’Anna in Pisa und ging dann als Freiwillige des UNO-Hochkommissariats für Menschenrechte nach Ruanda. 1997 erhielt sie eine befristete Anstellung beim Corriere della Sera in Mailand, am 2. Juli 1999 wurde sie fest angestellt.
Direkt nach den Terroranschlägen am 11. September 2001 in den USA bat Cutuli ihren Arbeitgeber um eine Versetzung nach Afghanistan, um vor Ort berichten zu können. Sie erreichte das Land über Jerusalem und Pakistan.
An ihrem Todestag, dem 19. November 2001, erschien auf der Titelseite des Corriere della Sera ihre letzte Reportage. Cutuli berichtete darin von der Entdeckung eines Vorrats des chemischen Kampfstoffs Sarin in einem von den Taliban verlassenen Stützpunkt in Dschalalabad. Sie war 39 Jahre alt.

## Ermordung
Am Montag, 19. November 2001 war Cutuli in einem Jeep, der einem Konvoi mit etwa 8 Wagen voranfuhr, von Dschalalabad nach Kabul unterwegs. In Dschalalabad war am Wochenende ein neuer Gouverneur der Antitaliban-Koalition gewählt worden, die lokalen Behörden hatten aber noch keine vollständige Kontrolle über die Provinzen. Im Wagen befanden sich drei Kollegen: der Spanier Julio Fuentes von der Tageszeitung El Mundo, der Australier Harry Burton und der Afghane Azizullah Haidari, beide von Reuters. Etwa 40 bis 90 Kilometer östlich der afghanischen Hauptstadt wurde der Jeep von bewaffneten Taliban angehalten, die die Insassen herauszerrten und in die nahen Berge verbrachten, wo sie sie mit Kalaschnikows erschossen. Der Fahrer und ein Übersetzer, die das Massaker mit ansahen, durften fliehen und berichteten später darüber. Die weiteren Wagen des Konvois konnten rechtzeitig umdrehen.
Die Leichen der vier Journalisten wurden am 20. November geborgen, nach Dschalalabad gebracht und hier von Kollegen identifiziert. Cutulis Leichnam wies vier Einschüsse im Rücken auf, außerdem war ihr ein Ohrläppchen abgeschnitten worden. Sie wurde vor ihrem Tod vergewaltigt.

## Aufklärung
Mit dem Mord beschäftigten sich zwei Prozesse, einer in Italien und einer in Afghanistan, infolge derer gegen drei Angehörige der Taliban die Todesstrafe verhängt wurde. Anlässlich ihrer Hinrichtung am 8. Oktober 2007 in Kabul äußerte sich Cutulis Familie öffentlich gegen die Todesstrafe. Einer der Verurteilten, Reza Khan, sagte aus, auf höheren Befehl der Taliban gehandelt zu haben.

## Gedenken
An der Trauerzeremonie in der Kathedrale von Cutulis Heimatstadt Catania nahmen etwa 5000 Personen teil.
Am 22. Mai 2003 wurde in Acquapendente ein Denkmal zu Ehren von Cutuli und Ilaria Alpi enthüllt. Die Bronzeplastik, die zwei nackte Frauenfiguren zeigt, stammt von Mario Vinci. Die Initiatoren einer Untersuchung von Frauendenkmälern in Italien kritisierten das Denkmal für Cutuli und Alpi 2021 als „eines der schlimmsten“:

“Non ci è piacuto, perché non essendo una rappresentazione allegorica di due ninfe bensì di due giornaliste professioniste morte sul lavoro, la nudità è un elemento non necessario; ci siamo chieste se due giornalisti sarebbero stati rappresentati allo stesso modo, finendo col trovarlo un monumento irrispettoso della professionalità e della memoria delle due giornaliste.”

„Es hat uns nicht gefallen, weil es sich nicht um die allegorische Darstellung zweier Nymphen, sondern zweier Journalistinnen, die bei der Arbeit ums Leben gekommen sind, handelt, womit die Nacktheit ein unnötiges Element ist. Wir haben uns gefragt, ob zwei männliche Journalisten ebenso dargestellt worden wären, und sind zum Schluss gekommen, dass das Denkmal respektlos gegenüber der Professionalität und dem Andenken der beiden Journalistinnen ist.“

In einer Petition der Online-Community I have a voice, welche die Entfernung sexistischer Frauendenkmäler in Italien forderte, mit denen die Frauen nicht angemessen repräsentiert, sondern objektiviert und erniedrigt würden, wurde explizit auf das Denkmal für Cutuli und Alpi hingewiesen.